# Chiesa di Santa Maria Assunta (Tremenico)
La chiesa di Santa Maria Assunta è una chiesa situata a Tremenico, in provincia di Lecco. Dedicata all'Assunzione di Maria, la chiesa è situata in località Avano (chiamata anche Aveno).
La chiesa è parte della parrocchia di Sant'Agata di Tremenico nella Comunità Pastorale San Carlo Borromeo in Alto Lario nel decanato Alto Lario dell'arcidiocesi di Milano.